# Affaire du couachi

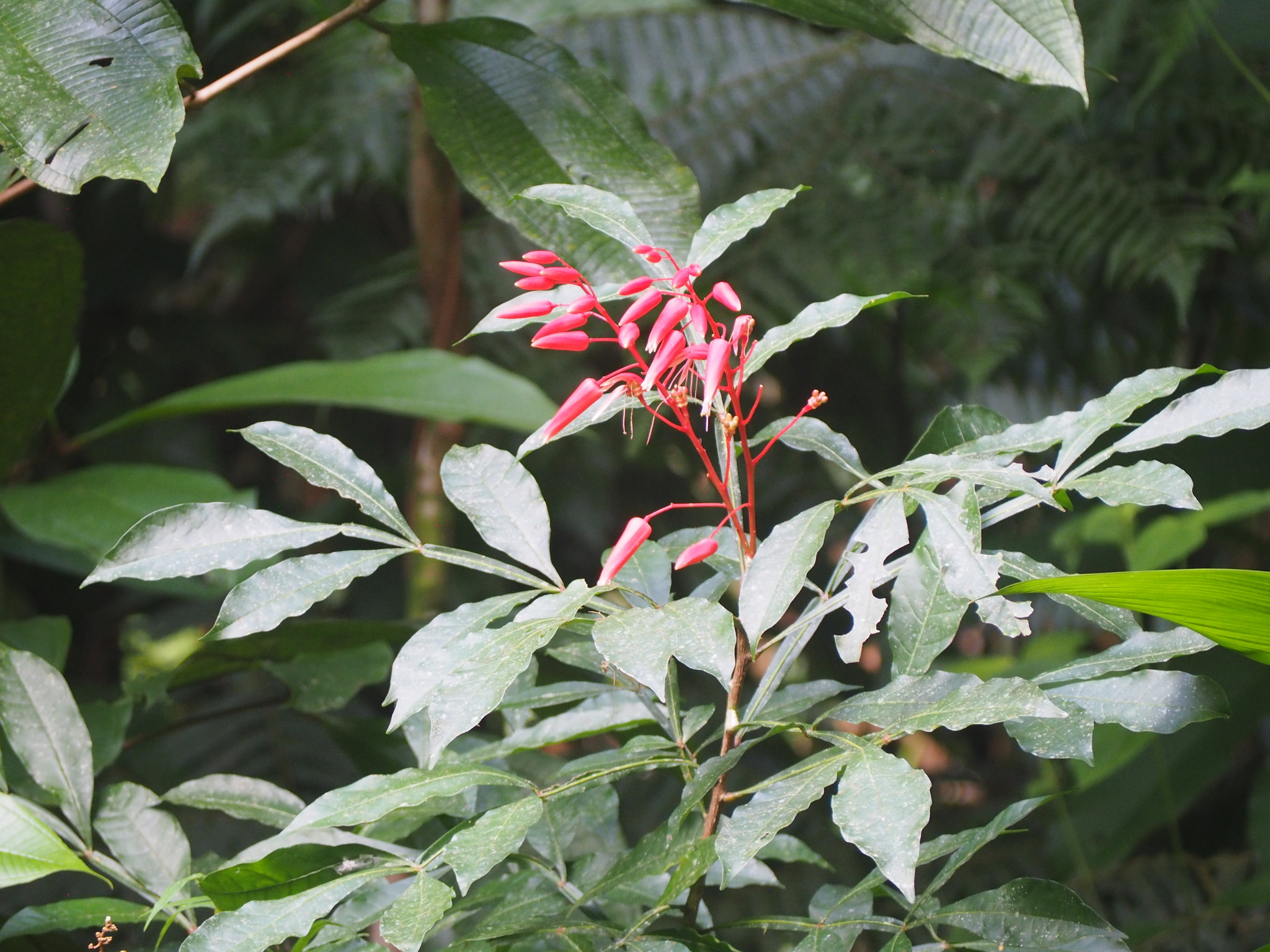
Un rameau de couachi. Cette plante a de nombreux noms, par exemple quinine de Cayenne.

Ne doit pas être confondu avec Kouachi.
L'affaire du couachi est un scandale en 2015 portant sur des accusations de biopiraterie en Guyane française. Plus précisément, une polémique a lieu autour d'un recours devant l’Office européen des brevets par la Fondation France Liberté envers un brevet que des botanistes de l'Institut de recherche pour le développement avaient déposé sur un principe actif antipaludique. Ces chercheurs avaient en effet eu connaissance de l'efficacité de la molécule Simalikalactone E (dite SkE), extraite des feuilles de Quassia amara dit couachi, grâce à une enquête sur les savoirs traditionnels guyanais, y compris kali'na et palikur. La fondation, puis de nombreux journalistes et personnalités politiques guyanaises, accusent alors les scientifiques de biopiraterie. Les élus guyanais – majoritairement créoles – sont parvenus à exiger un accord avec les scientifiques. Cependant, l'OEB a refusé de donner suite à la plainte en juillet 2018. Cette affaire a pris place dans le contexte du développement de la Loi pour la reconquête de la biodiversité, de la nature et des paysages, censée implémenter des aspects du protocole de Nagoya.
L'affaire a été discutée dans une soixantaine de journaux après l'article initial publié par Mediapart. Trois des chercheurs mis en cause – Valérie Jullian, Eric Deharo et Geneviève Bourdy – ont répondu dans un article de 2017. Puis Thomas Burelli, l'avocat de la fondation, a publié un article sur l'affaire en 2019.

### Pour aller plus loin
- (en) Geoffroy Filoche, « Domestic biodiplomacy: navigating between provider and user categories for genetic resources in Brazil and French Guiana », International Environmental Agreements: Politics, Law and Economics, vol. 13, no 2,‎ mai 2013, p. 177–196 (ISSN 1567-9764 et 1573-1553, DOI 10.1007/s10784-012-9184-z, lire en ligne)